# تومي غودوين (دراج)
تومي غودوين (بالإنجليزية: Tommy Godwin) (و. 1920 – 2012 م) هو راكب دراجة هوائية، وشخصية أعمال من المملكة المتحدة، والمملكة المتحدة لبريطانيا العظمى وأيرلندا، ولد في كونيتيكت، شارك في الألعاب الأولمبية الصيفية 1948، وركوب الدراجات في الألعاب الأولمبية الصيفية 1948 – رجال 1000م سباق الزمن ‏، توفي في سوليهل، عن عمر يناهز 92 عاماً.

## روابط خارجية
- تومي غودوين على موقع أرشيف الدراجات (الإنجليزية)
- تومي غودوين على موقع أوليمبيديا (الإنجليزية)
- تومي غودوين على موقع اللجنة الأولمبية البريطانية (الإنجليزية)